# 後期白亜紀
| 累代        | 代     | 紀       | 世           | 期                     | 基底年代 Mya |
| ----------- | ------ | -------- | ------------ | ---------------------- | ------------ |
| 顕生代      | 新生代 | 新生代   | 新生代       |                        | 66           |
| 顕生代      | 中生代 | 白亜紀   | 後期白亜紀   | マーストリヒチアン     | 72.1         |
| 顕生代      | 中生代 | 白亜紀   | 後期白亜紀   | カンパニアン           | 83.6         |
| 顕生代      | 中生代 | 白亜紀   | 後期白亜紀   | サントニアン           | 86.3         |
| 顕生代      | 中生代 | 白亜紀   | 後期白亜紀   | コニアシアン           | 89.8         |
| 顕生代      | 中生代 | 白亜紀   | 後期白亜紀   | チューロニアン         | 93.9         |
| 顕生代      | 中生代 | 白亜紀   | 後期白亜紀   | セノマニアン           | 100.5        |
| 顕生代      | 中生代 | 白亜紀   | 前期白亜紀   | アルビアン             | 113          |
| 顕生代      | 中生代 | 白亜紀   | 前期白亜紀   | アプチアン             | 125          |
| 顕生代      | 中生代 | 白亜紀   | 前期白亜紀   | バレミアン             | 129.4        |
| 顕生代      | 中生代 | 白亜紀   | 前期白亜紀   | オーテリビアン         | 132.9        |
| 顕生代      | 中生代 | 白亜紀   | 前期白亜紀   | バランギニアン         | 139.8        |
| 顕生代      | 中生代 | 白亜紀   | 前期白亜紀   | ベリアシアン           | 145          |
| 顕生代      | 中生代 | ジュラ紀 | 後期ジュラ紀 | チトニアン             | 152.1        |
| 顕生代      | 中生代 | ジュラ紀 | 後期ジュラ紀 | キンメリッジアン       | 157.3        |
| 顕生代      | 中生代 | ジュラ紀 | 後期ジュラ紀 | オックスフォーディアン | 163.5        |
| 顕生代      | 中生代 | ジュラ紀 | 中期ジュラ紀 | カロビアン             | 166.1        |
| 顕生代      | 中生代 | ジュラ紀 | 中期ジュラ紀 | バトニアン             | 168.3        |
| 顕生代      | 中生代 | ジュラ紀 | 中期ジュラ紀 | バッジョシアン         | 170.3        |
| 顕生代      | 中生代 | ジュラ紀 | 中期ジュラ紀 | アーレニアン           | 174.1        |
| 顕生代      | 中生代 | ジュラ紀 | 前期ジュラ紀 | トアルシアン           | 182.7        |
| 顕生代      | 中生代 | ジュラ紀 | 前期ジュラ紀 | プリンスバッキアン     | 190.8        |
| 顕生代      | 中生代 | ジュラ紀 | 前期ジュラ紀 | シネムーリアン         | 199.3        |
| 顕生代      | 中生代 | ジュラ紀 | 前期ジュラ紀 | ヘッタンギアン         | 201.3        |
| 顕生代      | 中生代 | 三畳紀   | 後期三畳紀   | レーティアン           | 208.5        |
| 顕生代      | 中生代 | 三畳紀   | 後期三畳紀   | ノーリアン             | 227          |
| 顕生代      | 中生代 | 三畳紀   | 後期三畳紀   | カーニアン             | 237          |
| 顕生代      | 中生代 | 三畳紀   | 中期三畳紀   | ラディニアン           | 242          |
| 顕生代      | 中生代 | 三畳紀   | 中期三畳紀   | アニシアン             | 247.2        |
| 顕生代      | 中生代 | 三畳紀   | 前期三畳紀   | オレネキアン           | 251.2        |
| 顕生代      | 中生代 | 三畳紀   | 前期三畳紀   | インドゥアン           | 251.902      |
| 顕生代      | 古生代 | 古生代   | 古生代       |                        | 541          |
| 原生代      | 原生代 | 原生代   | 原生代       |                        | 2500         |
| 太古代      | 太古代 | 太古代   | 太古代       |                        | 4000         |
| 冥王代      | 冥王代 | 冥王代   | 冥王代       |                        | 4600         |
| 1. 2. 3. 4. |        |          |              |                        |              |

後期白亜紀（こうきはくあき、英：Late Cretaceous）は、1億50万 - 6600万年前にあたる、白亜紀を二分したうちのより新しい方の地質時代。マーストリヒチアン、カンパニアン、サントニアン、コニアシアン、チューロニアン、セノマニアンの6つの期に区分される。

## 気候
後期白亜紀の間、気候は現在より温暖だった。ただし、その期間中寒冷化傾向にあったことも確実である。熱帯は赤道付近に限定され、高緯度地域は顕著な季節性の気候だった。

## 地理

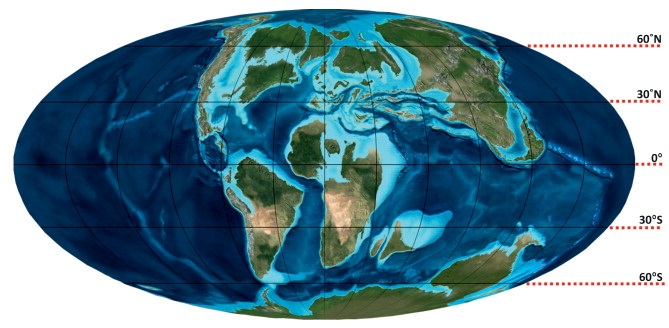
地図

プレートテクトニクスにより、アメリカ大陸は徐々に西へ移動し、大西洋が拡大した。西部内陸海路は、北米大陸を東のアパラチア大陸と西のララミディア大陸に分断した。インド亜大陸はアジアに向けて北向きのコースを維持した。南半球では、オーストラリアと南極は陸続きのままで、アフリカと南アメリカは離れ始めた ヨーロッパは列島だった。それらの島にはいくつかの島嶼化した恐竜が生息していた。

## 脊椎動物相

### 鳥頸類
恐竜類は後期白亜紀において、ハドロサウルス類、曲竜類、そして角竜類がアジアメリカ(北アメリカ北西部と東アジア)で隆盛を極めた。ティラノサウルス類は北米大陸の肉食恐竜のニッチを独占していた。ティラノサウルス類はアジアに存在していたが、多くは北米のものより小型でより原始的だった。堅頭竜類も北米とアジアの両方に存在していた。ドロマエオサウルス類も同様な地理的分布を示し、モンゴルと北アメリカの両方から知られている。さらにテリジノサウルス類も北アメリカとアジアに出現した。ゴンドワナ大陸の動物相は全く異なっていた。殆どの捕食者はアベリサウルス類かカルカロドントサウルス類でティタノサウルス類が支配的な植物食動物だった。スピノサウルス類もこの期間に生存していた。鳥類はますます一般的かつ多様になり、さまざまなエナンティオルニス類と真鳥類が多様化した。 ヴェガヴィスのような初期の新鳥類は、ユンガヴォルクリスやアヴィサウルスのような奇妙な種と共存していた。大部分は小型だが、海洋のヘスペロルニス類は比較的大きく、飛べない造りになり、外洋での生活に適応した。
翼竜類は主にアズダルコ類が代表的だが、プテラノドン類、タペジャラ類、ニクトサウルス類および分類が不確実なもの(ピクシ、ナバホダクティルスなど)の種類も存在した。 歴史的には、鳥類との競合により翼竜類は衰退していたと考えられてきたが、小型種の翼竜が発見された事により、生態学的に明らかに競合したグループはなく、真の系統的衰退が起こった事は、これまでのところ特に明らかではない。

### 哺乳類
北アメリカ大陸のカンパニアン期に、エウトリコノドン類などのいくつかの原始的な哺乳類は絶滅し始めていた。北半球では、キモロドン類、多臼歯類、後獣類、真獣類が支配的な哺乳類であり、前二者のグループは北米で最も一般的だった。南半球では代わりに、ドリオレステス類、ゴンドワナテリウム類、および他の多臼歯類および基盤的真獣類で構成されるより複雑な動物相があった。 恐らく最後のハラミヤ目のアヴァシシタがそうであったように、単峰性が存在していたと思われる。
哺乳類は一般的に小型で、肉食のデルタテリジウム類、軟体動物を食べるスタゴドン類、植物食性動物(多臼歯類やスコワルテリウム類、ゼレステス類、メスングラトゥム)など様々な環境的ニッチに入り込んでいたと思われる。

### 海洋生物
モササウルス類が俄かに現れ、壮大な進化的放散を遂げ、食物連鎖の頂点捕食者に君臨した。 現代型の大型サメも登場し、巨大なペンギンのようなポリコティルス類であるプレシオサウルス類と首の長いエラモサウルス類も多様化した。これらの捕食者は多様な硬骨魚類を餌とし、硬骨魚類は現代的な洗練された形態に進化した。 一方、魚竜類とプリオサウルス類は、セノマニアン〜チューロニアンの海洋無酸素事変の間に絶滅した(モササウルス類は彼等の絶滅後にその生態的地位に進出したことで急速に発展し独占した）。

### 植物
白亜紀の終わり近くに、顕花植物が多様化した。 温帯地域では、マグノリア、サッサフラス、バラ、セコイア、ヤナギなどのよく知られた植物が豊富に見られた。